# Rez travní
Rez travní (Puccinia graminis) je druh rzi (tedy houby z oddělení stopkovýtrusných hub), které parazituje na obilí a na dřišťálu.
Rezavá ložiska prášivých výtrusů jsou na spodní straně listů dřišťálu, výtrusy jsou rozšiřovány větrem na obilniny nebo na jiné trávy, kde vyklíčí. Na listech těchto rostlin se ve vegetační době tvoří tzv. letní výtrusy; těmi se rez v létě šíří a vyvolává infekci na zdravých rostlinách.
Koncem vegetační doby vznikají černá ložiska zimních výtrusů; přezimují a na jaře příštího roku vyklíčí v čtyřbuněčné vlákénko se stopkatými výtrusy, které jsou roznášeny větrem a mohou opět nakazit listy dřišťálu. Posloupnost tvorby různých výtrusů a střídání hostitelů jsou přísně zákonité a pro mnohé druhy rzí velmi charakteristické.